# Pikethaw Sike
Der Pikethaw Sike ist ein Wasserlauf in Dumfries and Galloway, Schottland. Er entsteht an der Südwestseite des Pikethaw Hill und fließt in südlicher Richtung bis zu seinem Zusammentreffen mit dem Rashie Grain der Meikledale Burn entsteht.